# Dávid Kálnoki-Kis
Dávid Kálnoki-Kis (ur. 6 sierpnia 1991 w Budapeszcie) – węgierski piłkarz grający na pozycji środkowego obrońcy w klubie Zalaegerszegi TE FC.

## Kariera seniorska

### Oldham Athletic
Kálnoki-Kis został wypożyczony do Oldham Athletic 17 lipca 2009. Nie wystąpił tam w żadnym spotkaniu.

### MTK Budapest FC
Kálnoki-Kis został przeniesiony do pierwszej drużyny MTK Budapest FC 1 lipca 2010. Zadebiutował on dla tego klubu 11 września 2010 w meczu z BFC Siófok (0:0). Pierwszą bramkę zawodnik ten zdobył 3 marca 2012 w zremisowanym 1:1 spotkaniu przeciwko drugiej drużynie Fehérvár FC. Łącznie dla MTK Budapest FC Węgier rozegrał 95 meczów, strzelając 3 gole.
Kálnoki-Kis wystąpił również w 14 starciach w rezerwowej drużynie MTK Budapest.

### Újpest FC
Kálnoki-Kis przeszedł do Újpest FC 15 lipca 2015. Debiut dla tego zespołu zaliczył on 18 lipca 2015 w zremisowanym 0:0 spotkaniu przeciwko Paksi FC. Pierwszego gola piłkarz ten strzelił 1 sierpnia 2015 w meczu z Békéscsaba 1912 Előre (wyg. 2:0). Ostatecznie w barwach Újpest FC Węgier wystąpił 60 razy, zdobywając dwie bramki.

### Wolny zawodnik
Kálnoki-Kis był wolnym zawodnikiem od 1 lipca 2018 do 19 września 2018.

### Budapest Honvéd FC
Kálnoki-Kis przeniósł się do Budapest Honvéd FC 19 września 2018. Zadebiutował on dla tego klubu 31 października 2018 w meczu Pucharu Węgier z Jászberényi FC (wyg. 0:1). Premierową bramkę zawodnik ten zdobył 17 kwietnia 2019 w wygranym 2:1 spotkaniu przeciwko Soroksár SC. Łącznie dla Budapest Honvéd FC Węgier rozegrał 27 meczów, strzelając 3 gole.

### Zalaegerszegi TE FC
Kálnoki-Kis trafił do Zalaegerszegi TE FC 18 stycznia 2021. Debiut dla tego zespołu zaliczył on 31 stycznia 2021 w zremisowanym 4:4 spotkaniu przeciwko Paksi FC. Pierwszego gola piłkarz ten strzelił 17 kwietnia 2021 w meczu z Paksi FC.

## Kariera reprezentacyjna
| Mecze i gole w reprezentacji | Mecze i gole w reprezentacji | Mecze i gole w reprezentacji | Mecze i gole w reprezentacji | Mecze i gole w reprezentacji | Mecze i gole w reprezentacji | Mecze i gole w reprezentacji | Mecze i gole w reprezentacji              |
| Węgry U-19                   | Węgry U-19                   | Węgry U-19                   | Węgry U-19                   | Węgry U-19                   | Węgry U-19                   | Węgry U-19                   | Węgry U-19                                |
| Lp.                          | Data                         | Miejsce                      | Gospodarz                    | Gość                         | Wynik                        | Gol                          | Rozgrywki                                 |
| ---------------------------- | ---------------------------- | ---------------------------- | ---------------------------- | ---------------------------- | ---------------------------- | ---------------------------- | ----------------------------------------- |
| 1.                           | 05.05.2010                   | Tatabánya                    | Węgry U-19                   | Rumunia U-19                 | 3:0                          |                              | Mistrzostwa Europy U-19 2011 – eliminacje |
| 2.                           | 08.05.2010                   | Tatabánya                    | Węgry U-19                   | Portugalia U-19              | 2:3                          |                              | Mistrzostwa Europy U-19 2011 – eliminacje |
| Węgry U-21                   |                              |                              |                              |                              |                              |                              |                                           |
| Lp.                          | Data                         | Miejsce                      | Gospodarz                    | Gość                         | Wynik                        | Gol                          | Rozgrywki                                 |
| 1.                           | 28.03.2011                   | Split                        | Chorwacja U-21               | Węgry U-21                   | 3:2                          |                              | Mecz towarzyski                           |
| 2.                           | 10.08.2011                   | Haverfordwest                | Walia U-21                   | Węgry U-21                   | 1:2                          |                              | Mecz towarzyski                           |
| 3.                           | 01.09.2011                   | Sligo                        | Irlandia U-21                | Węgry U-21                   | 2:1                          |                              | Mistrzostwa Europy U-21 2013 – eliminacje |
| 4.                           | 06.09.2011                   | Székesfehérvár               | Węgry U-21                   | Włochy U-21                  | 0:3                          |                              | Mistrzostwa Europy U-21 2013 – eliminacje |
| 5.                           | 15.11.2011                   | Casarano                     | Włochy U-21                  | Węgry U-21                   | 2:0                          |                              | Mistrzostwa Europy U-21 2013 – eliminacje |
| 6.                           | 01.06.2012                   | Székesfehérvár               | Węgry U-21                   | Turcja U-21                  | 1:0                          |                              | Mistrzostwa Europy U-21 2013 – eliminacje |
| 7.                           | 05.06.2012                   | Eschen                       | Liechtenstein U-21           | Węgry U-21                   | 0:4                          | Gol                          | Mistrzostwa Europy U-21 2013 – eliminacje |

## Sukcesy
Sukcesy w karierze klubowej:
- Puchar Węgier – 2×, z Újpest FC (sezon 2017/2018) i Budapest Honvéd FC (sezon 2019/2020)
- Puchar Węgier – 3×, z MTK Budapest FC (sezon 2011/2012) i Újpest FC (sezony 2015/2016 i 2018/2019)